# 襄陽郡 (韓國)
襄阳郡（：／ Yangyang-gun */?），是韩国江原特别自治道东北部的一个郡，位于雪岳山南麓，东临日本海。其面积为629.32平方千米，2021年6月时人口推计数为28,035。襄阳这一地名得名于中国汉水沿岸的同名地区，传说是当地的自然景观和地理景观与中国的襄阳相似，因此得名襄阳。这一名称首见于太宗时期，并沿用至今:48。现在的襄阳郡是著名的海滨景点，有多处海水浴場，其中又以洛山海水浴场最为出名。松口蘑是当地特产之一，又因其沿海，襄阳的水产物也较为有名，其中又以大马哈鱼为甚。

## 歷史
襄阳郡自公元前20-50万年前就有人类活动，在巽陽面发现有旧石器时代至铁器时代的人类活动遗址:44。在上古时期，襄阳是濊国的一部分，属于东濊。公元前109年，汉武帝灭卫满朝鲜，于次年设乐浪等四郡，襄阳属乐浪郡下的吞列县。汉昭帝时，罢临屯和真番二郡入乐浪郡并设二都尉，包括吞列县在内的岭东七县被划入樂浪東部都尉。到了汉朝末期，襄阳地区属于高句丽何瑟羅州下的翼峴縣，又称伊文县:44。之后，统一新罗灭高句丽，翼峴縣被改称为翼嶺縣，属守城郡管辖，洛山寺和陈田寺都在此时落成。到了高麗時代，成宗14年（995年）设十道，翼嶺縣属朔方道下，显宗时期逐渐形成“五道两界”的行政区划，翼嶺縣属于东界的一部分:44。高宗8年（1221年），为防御契丹的进攻，翼嶺縣被升格为防御使，称襄州防御使。由于出现向蒙古投降的现象，襄州防御使又被短暂降格为德寧監務，但在元宗元年（1260年）重新被升格，并改称襄州郡。进入朝鲜时代，襄州改属江原道。太祖6年（1397年），襄州郡改襄州府，太宗13年（1413年）又改为襄州都护府。三年后，襄州被更名为襄阳。世祖12年（1466年），世祖与王后行幸至此，并参观了洛山寺。成宗21年，江陵安仁浦的水军万户营移驻至襄阳造山，当地也因此改称为大浦营，后来这里为了防御而修建了石城，但不久后又因防御策略的改变而被拆毁:45。朝鲜时代中后期，襄阳曾因大火和叛乱而多次降格为县或府，但最后都回升为县。正祖元年（1702年），洛山寺因大火而受损，依靠当地驻军和居民合作，直到第二年才完成修复:45-46。
高宗32年（1895年），高宗施行地方制度改制，襄阳都护府被改为襄阳郡:46。光武10年（1906年），杆城郡被废止，土城面和竹旺面被编入襄阳郡。1936年，襄阳郡发生了大洪灾，致使大量房屋受损，许多田地被破坏，共有584人在洪水中丧生。次年，连接安边和襄阳的东海北部线开通:46。日本投降后，由于美苏照北纬38度线划界，襄阳的县南面、县北面以及西面南部的一部分被划入南方美軍政廳管辖的江陵郡，而剩余部分则归北方蘇聯民政廳管辖。1950年6月朝鲜战争爆发，南方政府向南撤退，襄阳郡被一度朝军占领。战后，三八线的划分使现在襄阳郡的辖区归回大韩民国管辖。1954年11月17日，根据《收復地區臨時行政措置法》，县南面被划入溟州郡（原江陵郡，现江陵市），而县北面和西面的南部被划回襄阳郡:46。1963年1月1日，束草邑升格为束草市并分离出辖区，土城和竹旺面被划至高城郡，而原先被划至溟州郡的县南面重新归襄阳郡管辖。1979年5月1日，襄阳面被升格为襄阳邑，自此基本形成了襄阳现在的行政区划:46-47。

## 行政區劃
以下為襄陽郡的下面的分區：
- 襄陽邑
- 西面
- 巽陽面
- 縣北面
- 縣南面
- 降峴面

## 交通

### 高速公路
- 東海高速公路
  - 县南交叉路

### 机场
- 襄陽國際機場

### 港湾
- 南涯港